# Neocossyphus rufus
Neocossyphus rufus е вид птица от семейство Turdidae.

## Разпространение
Видът е разпространен в Габон, Екваториална Гвинея, Камерун, Република Конго, Демократична република Конго, Кения, Сомалия, Танзания, Уганда и Централноафриканската република.